# Epiblast
Epiblast (gr. epí ‘na’, blastós ‘zarodek’) – biologiczne pojęcie, mające kilka znaczeń:
1. w zarodkach o bruzdkowaniu powierzchniowym tarczkowym (ptaki i gady) jest to zewnętrzna warstwa komórek tarczki zarodkowej, stanowiąca materiał na wszystkie listki zarodkowe;
2. w stadium przedgastrulacyjnym i wczesnej gastruli strunowców (rzadziej bezkręgowców) epiblast jest pierwotną ektodermą, nie podzieloną jeszcze na neuroektodermę i ektodermę właściwą;
3. w botanice to szczątkowy drugi liścień występujący w zarodkach większości traw – mały wyrostek po przeciwnej stronie tarczki zarodkowej, nie pełni żadnej znanej funkcji.